# Hoagy Carmichael
Hoagy Carmichael, pseudonimo di Hoagland Howard Carmichael (Bloomington, 22 novembre 1899 – Rancho Mirage, 27 dicembre 1981), è stato un compositore, pianista, cantante e attore statunitense, noto soprattutto per aver composto la canzone Stardust (1927).

## Biografia
Carmichael nacque a Bloomington, nello Stato americano dell'Indiana. La madre, una pianista che suonava brani di ragtime come commento ai film muti, gli diede le prime lezioni di pianoforte, che il giovane Hoagy dovette tuttavia alternare col lavoro, prima in un cementificio e poi in una macelleria.
Poté avere più tardi buoni maestri, tra i quali Reggie Duval, e studiare all'Indiana University, dove costituì un complesso, The Collegians, nel quale fu attivo come arrangiatore, pianista e perfino cornettista e batterista. Fu qui che incontrò il cornettista Bix Beiderbecke, del quale divenne grande amico. Per lui scrisse la sua prima composizione, Riverboat Shuffle, della quale Beiderbecke diede una famosa interpretazione, registrata su disco.
Carmichael, che durante il periodo universitario fu membro della "Kappa Sigma Fraternity", si laureò nel 1925 ed ottenne il dottorato in legge nel 1926. All'inizio, la musica fu solo un'occupazione parallela allo studio, ma poi decise di dedicarvi completamente le proprie energie, anche su sollecitazione dei musicisti che aveva conosciuto. Carmicheal mantenne per tutta la vita l'affiliazione all'Università; nel 1937 scrisse Chimes of Indiana, che fu regalata alla scuola come dono da parte della classe del 1935. Nel 1978 il pezzo fu decretato inno ufficiale dell'Indiana University. Carmichael ebbe anche l'onore di essere premiato con la laurea honoris causa in musica, dalla stessa Università, nel 1972.
Carmichael si associò alla American Society of Composers, Authors, and Publishers nel 1931.

### Stardust
Fu nel 1927 che Carmichael compose il suo capolavoro Stardust (Polvere di Stelle), che ancora oggi gran parte della critica considera la più bella e famosa canzone mai scritta.
Il pezzo, in principio solo per pianoforte, aveva un ritmo veloce e passò inosservato. Il paroliere Mitchell Parish racconta che la sentì nella esecuzione discografica di Ishim Jones, con ritmo più lento, gli piacque moltissimo e si ripromise di scriverne i versi; ciò avvenne nel 1929. Nel 1930 la versione di Artie Shaw ebbe un notevole successo.
Si racconta che Carmichael scrisse la musica di Stardust a Bloomington, nell'Indiana, sua città natale, dove era tornato a visitare il College in cui si era laureato in legge. Lo assalì la malinconia e, messosi davanti ad un pianoforte, proprio nel campus del College, accennò alcune note, costruendo un motivo pieno di nostalgia. Fu un vecchio amico, Stu Gorrel, a battezzarlo Stardust. Il pezzo fu più tardi rielaborato in ritmo veloce. Due anni dopo, fu elaborata la versione definitiva, con i versi di Parish. Si dice che il titolo Polvere di Stelle individuasse, nel linguaggio gergale, la cocaina, che prima della grande crisi economica circolava in abbondanza nell'ambiente musicale americano.
Oltre a Stardust, Carmichael scrisse anche Hong Kong Blues, Riverboat Shuffle, Rockin' Chair, Washboard Blues, Heart & Soul, New Orleans e Georgia on My Mind che negli anni sessanta fu per Ray Charles un grande successo, Nearness of You, Small Fry, Little Old Lady, Butterfly Sky, April in My Heart, Two Sleepy People, Skylark. Collaborò anche con Sidney Arodin per il "classico" Lazy River. La sua collaborazione con Johnny Mercer, In the Cool Cool Cool of the Evening, vinse nel 1951 l'Oscar per la migliore canzone originale. Carmichael fu uno dei primi dieci autori di canzoni introdotti nella Songwriters Hall of Fame nel 1969.
Durante la sua permanenza a Napoli nel 1945, al seguito delle truppe americane come organizzatore di spettacoli per i militari, compose una delle più belle canzoni dell'anno: Somewhere on via Roma (Io t'ho incontrata a Napoli di Carmichael, Deani, Forte, Rivi, lanciata alla radio dal cantante Armando Broglia). L'anno successivo, prendendo spunto dal grande successo della canzone, venne realizzato l'omonimo film Io t'ho incontrata a Napoli, diretto da Pietro Francisci.

### Il cinema
Dopo la seconda guerra mondiale il compositore si stabilì a Hollywood e qui, senza mai abbandonare la musica, si dedicò al cinema come attore, partecipando ad almeno 14 film in cui spesso appariva cantando una sua composizione, accompagnandosi con il pianoforte. Tra le pellicole da lui interpretate sono da ricordare Acque del sud (1944), il classico di Howard Hawks con la coppia Humphrey Bogart-Lauren Bacall, e Chimere (1950), ancora con la Bacall e Kirk Douglas, film in cui fu narrata, seppure con eccessiva libertà, la vita di Bix Beiderbecke, e ricordato dagli appassionati di jazz per la parte autobiografica sostenuta da Carmichael. La sua recitazione pacata e la sua maschera dal volto affilato, umano ed espressivo furono particolarmente apprezzate nel film I migliori anni della nostra vita (1946) con Myrna Loy e Fredric March.
Scrisse inoltre due autobiografie: The Stardust Road (1946) - nella quale raccontò le sue vicende di compositore e di avvocato mancato, descrivendo con molta efficacia l'"età del jazz", cara a Francis Scott Fitzgerald - e Sometimes I Wonder (1965). Doppiò anche una parodia di se stesso in un episodio degli Antenati.
Carmichael, sofferente da tempo di cuore, morì a Rancho Mirage, in California per attacco cardiaco, mentre si trovava nella sala di rianimazione del locale centro medico.
È sepolto al Rose Hill Cemetery di Bloomington, Monroe County, Indiana, USA.

## Filmografia parziale

### Cinema
- La via dell'impossibile (Topper), regia di Norman Z. McLeod (1937)
- Acque del sud (To Have and Have Not), regia di Howard Hawks (1944)
- Onde insanguinate (Johnny Angel), regia di Edwin L. Marin (1945)
- I conquistatori (Canyon Passage), regia di Jacques Tourneur (1946)
- I migliori anni della nostra vita (The Best Years of Our Lives), regia di William Wyler (1946)
- L'amore senza volto (Night Song), regia di John Cromwell (1947)
- Prigioniero del male (Johnny Holiday), regia di Willis Goldbeck (1949)
- Chimere (Young Man with a Horn), regia di Michael Curtiz (1950)
- La città del piacere (The Las Vegas Story), regia di Robert Stevenson (1952)
- Ragazze alla finestra (Bells on Their Toes), regia di Henry Levin (1952)
- Timberjack, regia di Joseph Kane (1955)

### Televisione
- Telephone Time – serie TV, episodio 3x10 (1957)
- Climax! – serie TV, episodio 4x15 (1958)
- La legge di Burke (Burke's Law) – serie TV, episodi 1x16-1x26 (1964)

## Doppiatori italiani
- Augusto Marcacci in I conquistatori
- Sandro Ruffini in Chimere
- Stefano Sibaldi in La città del piacere
- Gianfranco Bellini in I migliori anni della vostra vita (ridoppiaggio 1973)